# Mariusz Handzlik
Mariusz Handzlik (11. červen 1965, Bílsko-Bělá, Polsko – 10. duben 2010, Pečersk, Rusko) byl polský politik a diplomat.

## Životopis
Vystudoval Fakultu sociálních věd Katolické univerzity v Lublinu, poté absolvoval různá školení (Vídeňská univerzita, Univerzita v Ženevě aj.). Od roku 1992 působil jako poradce premiéra pro zahraniční politiku. V letech 1994 až 2000 byl prvním tajemníkem a politicko-vojenským poradcem na polském velvyslanectví ve Washingtonu. Od roku 2000 působil na polském ministerstvu zahraničních věcí. V letech 2002 až 2003 působil jako diplomat v Paříži, v letech 2004 až 2005 pak na stálém zastoupení Polska při OSN v New Yorku. Od roku 2006 pracoval v Kanceláři prezidenta Polské republiky jako ředitel Úřadu pro zahraniční věci. V březnu 2009 zveřejnil polský Institut národní paměti informaci, že byl Handzlik spolupracovníkem polské komunistické Bezpečnostní služby. Soud v září 2009 však dospěl k závěru, že Handzlik spolupracovníkem tajné služby nebyl.
Zemřel při leteckém neštěstí u ruského Smolensku 10. dubna 2010.

## Vyznamenání
- velkodůstojník Řád za zásluhy – Portugalsko, 2008[1]
- komtur Řádu za zásluhy – Litva, 2009[2]
- komtur Záslužného řádu Maďarské republiky – Maďarsko, 2009[3]
- čestný důstojník Národního řádu za zásluhy – Malta, 2009[4]
- velkodůstojník Řádu za věrnou službu – Rumunsko, 2009[5]
- komtur Řádu znovuzrozeného Polska in memoriam – Polsko, 2010[6]